# DAP (기업)
주식회사 DAP는 대한민국의 제조 기업이다.